# Rhove
Rhove, pseudonimo di Samuel Roveda (Rho, 1º giugno 2001), è un rapper italiano.

## Biografia
Ha iniziato la sua carriera musicale nel 2019, quando ha pubblicato un EP intitolato Sei stelle, successivamente rimosso. Nel dicembre 2020 pubblica il suo primo singolo Blanc Orange (Nanana). Si ispira a rapper francesi come Jul e SCH.
La sua consacrazione è arrivata quando nel dicembre 2021 ha pubblicato il brano Shakerando, che nella primavera successiva ha trascorso sette settimane consecutive in vetta alla Top Singoli, venendo certificato settuplo platino dalla Federazione Industria Musicale Italiana per le oltre 700 000 unità vendute a livello nazionale e trovando ampio successo nelle piattaforme di musica digitale. La popolarità della canzone ha portato all'ingresso di altri quattro brani del rapper nella classifica italiana e a tre dischi d'oro per La zone, La province #1 e Cancelo. È stata inoltre confermata, nel corso dell'estate 2022, la sua partecipazione a vari festival musicali, tra cui Rock in Roma nella capitale, Summer Vibez a Ferrara e Rugby Sound a Legnano. Il 10 giugno seguente ha pubblicato il suo primo EP Provinciale, certificato oro per le oltre 25 000 unità equivalenti accumulate.
Nel marzo 2023, dopo mesi di assenza sulle scene musicali, ha pubblicato il singolo Pelé. Popolari, il suo album in studio d'esordio, è stato messo in commercio dalla EMI nel marzo dell'anno successivo; si tratta del suo primo progetto a ricevere la certificazione di platino e del secondo a entrare la top ten della classifica FIMI Album.

## Discografia
- 2024 – Popolari

## Tournée
- 2023 – Tour estivo
- 2024 – Popolari tour